# Rohrsänger

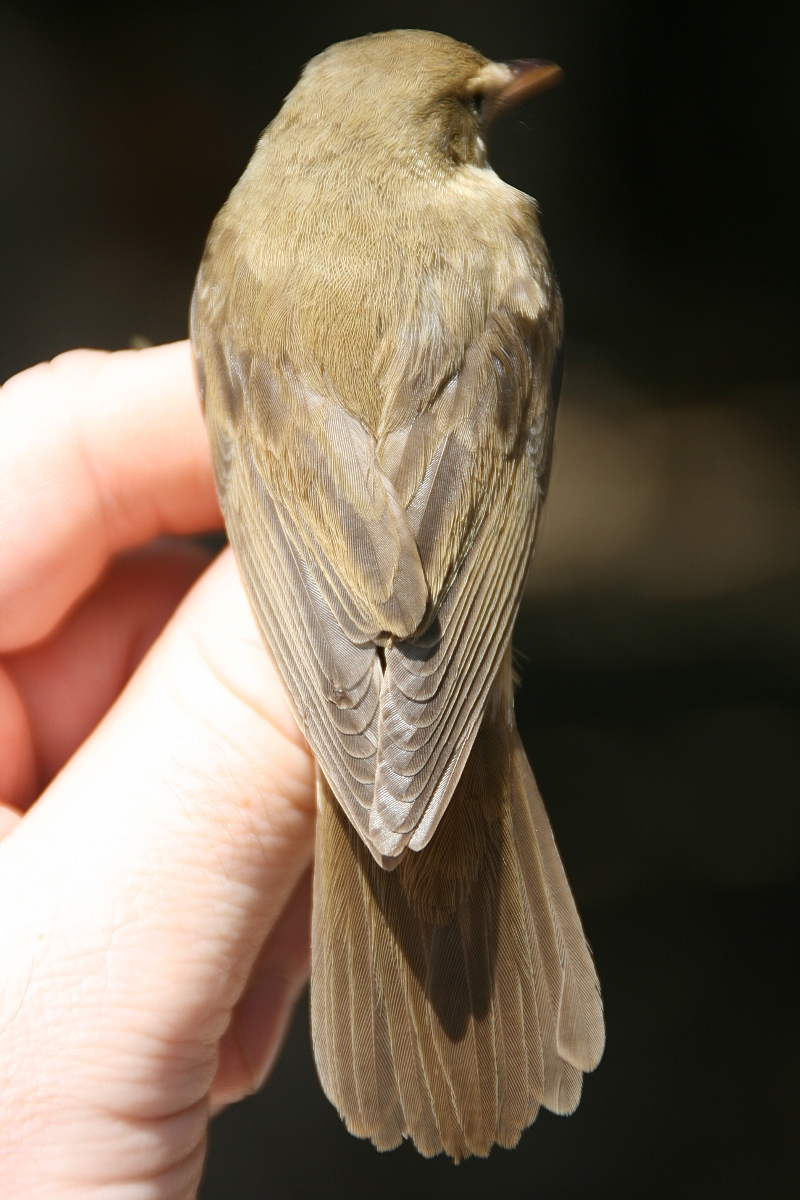
Sumpfrohrsänger (A. palustris), einer der oberseits einfarbigen Rohrsänger.

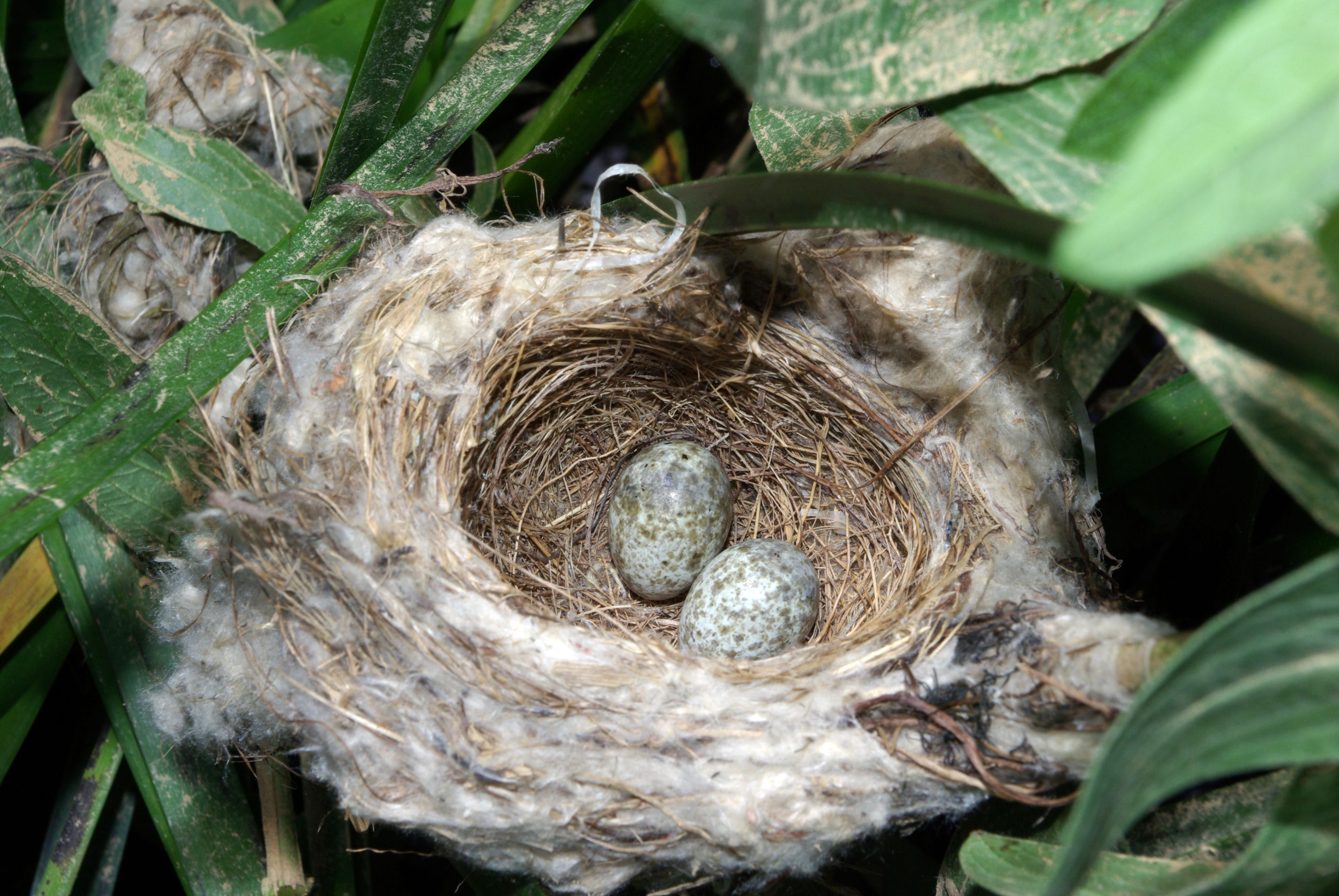
Nest mit Eiern des Teichrohrsängers (Acrocephalus scirpaceus)

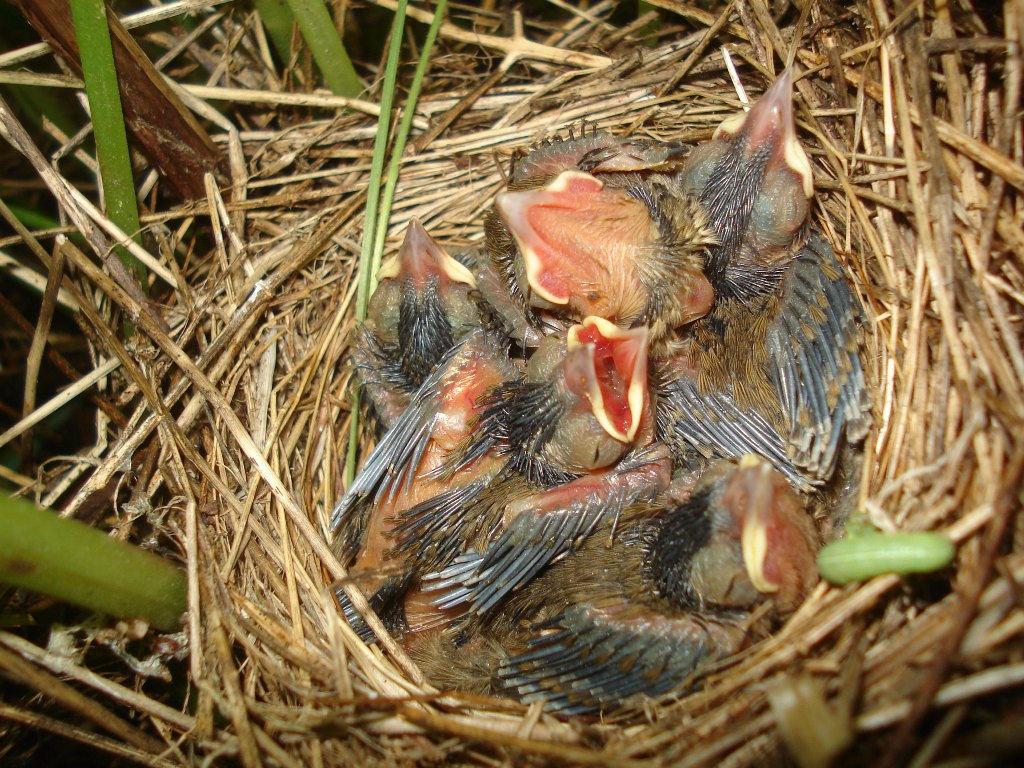
Nest und Jungvögel des Sumpfrohrsängers (Acrocephalus palustris)

Die Rohrsänger (Acrocephalus von lat. acer ‚spitz‘ und cephalus ‚Kopf‘) sind eine Gattung der Vögel. Aktuell wird die Gattung zusammen mit anderen Gattungen in eine eigene Familie Acrocephalidae gestellt, traditionell wurde sie der Familie der Grasmückenartigen (Sylviidae) zugeordnet. Die Rohrsänger sind in der Alten Welt verbreitet, den größten Artenreichtum weist die Paläarktis auf. Zurzeit werden 43 Arten anerkannt.

## Beschreibung
Rohrsänger sind schlanke Singvögel mit schmalem bis abgeflachtem Schnabel, der an der Basis wenige kräftige Borsten aufweist. Der Schwanz ist meist gestuft bis stark gerundet und auf dem Tarsometatarsus bleibt die Beschilderung auch bei adulten Vögeln sichtbar.
Die Gattung lässt sich in zwei generelle Färbungstypen unterteilen. Bei der einen Gruppe ist die Oberseite weitgehend einfarbig braun oder oliv und der Schwanz ist ebenfalls weitgehend einfarbig, hierzu zählen in Mitteleuropa z. B. Teich- und Sumpfrohrsänger. Die zweite Gruppe ist auf der Oberseite auf beigem oder bräunlichem Grund ähnlich wie die Schwirle (Locustella) kräftig dunkel gestreift und gefleckt, anders als bei diesen ist aber auch der Oberkopf kräftig dunkel gezeichnet, ein Überaugenstreif ist ausgeprägt und die Schwanzaußenkanten sind weiß. Zu dieser Gruppe gehört in Mitteleuropa z. B. der Schilfrohrsänger. Die Geschlechter unterscheiden sich äußerlich nicht.

## Verbreitung und Lebensraum
Die Rohrsänger sind in der Alten Welt verbreitet, den größten Artenreichtum weist die Paläarktis auf. Acht Arten kommen in Afrika oder auf benachbarten Inseln vor, die übrigen Arten bewohnen Inseln im westlichen Pazifik und im Indischen Ozean.
Die meisten Rohrsänger bewohnen die Verlandungszonen von Gewässern, nur einige Endemiten pazifischer Inseln bewohnen neben grasreichen Habitaten und Gebüsch auch tropische Wälder. Das sympatrische Vorkommen der sechs mitteleuropäischen Arten wird durch die jeweils weitgehend artspezifische Habitatwahl ermöglicht. Dabei besiedelt der Drosselrohrsänger die höchste Vegetation im tiefen Wasser und der Seggenrohrsänger die niedrigste Vegetation im flachen Wasser, während Teich-, Marisken-, Sumpf- und Schilfrohrsänger in dieser Reihenfolge mit zum Teil erheblichen Überlappungen einen Gradienten abnehmender Vegetationshöhe und zunehmender Trockenheit besiedeln.

## Fortpflanzung
Die meisten Arten sind monogam, Ausnahmen unter den mitteleuropäischen Arten sind Drosselrohrsänger (polygyn) und Seggenrohrsänger (polygyn bis promisk). Das Nest wird in dichter Vegetation errichtet und bei den meisten Arten in Wassernähe an Halmen verankert. Es ist tief napfförmig. Die Eier sind auf blassgrünem Grund je nach Art dunkel gefleckt oder weisen eine feine und dichte olivfarbene bis rostbraune Sprenkelung auf. Die nackten Nestlinge haben einen gelb-orangen Rachen mit gelblichen Randwülsten und zwei schwarzen Flecken an der Zungenbasis.

## Arten
Aktuell werden 43 Arten anerkannt:
- Basrarohrsänger (Acrocephalus griseldis)
- Kapverdenrohrsänger (Acrocephalus brevipennis)
- Papyrusrohrsänger (Acrocephalus rufescens)
- Kaprohrsänger (Acrocephalus gracilirostris)
- Madagaskarrohrsänger (Acrocephalus newtoni)
- Seychellenrohrsänger (Acrocephalus sechellensis)
- Rodriguesrohrsänger (Acrocephalus rodericanus)
- Drosselrohrsänger (Acrocephalus arundinaceus)
- Chinarohrsänger (Acrocephalus orientalis)
- Stentorrohrsänger (Acrocephalus stentoreus)
- Australrohrsänger (Acrocephalus australis)
- Hawaiirohrsänger (Acrocephalus familiaris)
  - Laysan-Rohrsänger (A. familiaris familiaris)
  - Nihoa-Rohrsänger (A. familiaris kingi)
- Guamrohrsänger (Acrocephalus luscinius)
- Marianenrohrsänger (Acrocephalus hiwae)
- Aguijanrohrsänger (Acrocephalus nijoi)
- Paganrohrsänger (Acrocephalus yamashinae)
- Mangarevarohrsänger (Acrocephalus astrolabii)
- Naururohrsänger (Acrocephalus rehsei)
- Carolinenrohrsänger (Acrocephalus syrinx)
- Kiribatirohrsänger (Acrocephalus aequinoctialis)
- Nordmarquesas-Rohrsänger (Acrocephalus percernis)
  - Eiao-Rohrsänger (A. percernis aquilonis)
- Langschnabel-Rohrsänger (Acrocephalus caffer)
- Moorearohrsänger (Acrocephalus longirostris, wurde früher als Unterart des Langschnabel-Rohrsängers (A. caffer) betrachtet.)
- Forsterrohrsänger (Acrocephalus musae)
- Südmarquesas-Rohrsänger (Acrocephalus mendanae)
- Tuamoturohrsänger (Acrocephalus atyphus)
- Cookinsel-Rohrsänger (Acrocephalus kerearako)
- Rimatararohrsänger (Acrocephalus rimitarae)
- Hendersonrohrsänger (Acrocephalus taiti)
- Pitcairnrohrsänger (Acrocephalus vaughani)
- Brauenrohrsänger (Acrocephalus bistrigiceps)
- Mariskenrohrsänger (Acrocephalus melanopogon)
- Seggenrohrsänger (Acrocephalus paludicola)
- Schilfrohrsänger (Acrocephalus schoenobaenus)
- Hirserohrsänger (Acrocephalus sorghophilus)
- Strauchrohrsänger (Acrocephalus concinens)
- Mandschurenrohrsänger (Acrocephalus tangorum)
- Großschnabel-Rohrsänger (Acrocephalus orinus)
- Feldrohrsänger (Acrocephalus agricola)
- Buschrohrsänger (Acrocephalus dumetorum)
- Teichrohrsänger (Acrocephalus scirpaceus)
- Zimtrohrsänger (Acrocephalus baeticatus)
- Sumpfrohrsänger (Acrocephalus palustris)